# Єроховська сільська рада
Єро́ховська сільська рада (рос. Ероховский сельский совет) — сільське поселення у складі Грачовського району Оренбурзької області Росії.
Адміністративний центр та єдиний населений пункт — село Єроховка.

## Населення
Населення — 490 осіб (2019; 531 в 2010, 597 у 2002).